# Medvedevskij rajon
Il Medvedevskij rajon (in russo Медведевский район?) è un rajon della Repubblica dei Mari, nella Russia europea, istituito nel 1943. Ricopre una superficie di 2 791,18 chilometri quadrati ed ospitava nel 2023 una popolazione di 67 681 abitanti. Il centro amministrativo è l'insediamento di tipo urbano di Medvedevo, situato a 8 km dalla capitale della repubblica, Joškar-Ola, il cui territorio si trova all'interno del rajon.